# Карапетян, Анна
Анна Карапетян (арм. Աննա Կարապետյան; родилась 20 июня 1990 года в Ереване) — армянская футболистка, вратарь.

## Биография
Окончила Ереванский государственный университет (магистр психологии управления) и Европейскую образовательную академию (бакалавр лингвистики). Первый футбольный тренер — Мгер Микаэлян. С 2002 по 2012 годы выступала на позиции вратаря за команду «Колледж», шестикратная чемпионка Армении, четырёхкратная обладательница Кубка Армении и лучшая футболистка Армении 2006 года. В 2012 году выступала за «Нефтехимик» в чемпионате Украины, взяв Кубок Украины и став серебряным призёром чемпионата 2012 года. С 2013 по 2015 годы защищала ворота «Кубаночки» в чемпионате России. Из-за травмы колена перед началом сезона 2014/2015 пропустила значительную часть сезона и в межсезонье ушла из команды, несмотря на восстановление после травмы.
Выступала за сборную Армении с 2006 по 2013 годы, участница отборочного турнира к чемпионату мира 2011 года, участница международного турнира в Абовяне и турнира «Кубанская весна».
Увлекается спортивными танцами и кино. Любимые исполнители — Майкл Джексон, KISS и The Survivors.